# 尾藤福繁
尾藤 福繁（びとう ふくしげ）は、日本の元アマチュア野球選手である。ポジションは投手。

## 来歴・人物
土居高校ではエースとして活躍。1972年秋季四国大会準々決勝に進むが、松山聖陵高に敗退。翌1973年夏の甲子園県予選は、エース藤田学らがいた南宇和高に敗れた。同年のドラフト会議で阪神タイガースから4位指名されたが入団を拒否。
駒澤大学に進学。東都大学野球リーグでは在学中6回の優勝を経験。森繁和らが卒業した1977年もエースとして春秋季連続優勝に貢献する。秋季リーグでは最高殊勲選手に選出された。同年の第26回全日本大学野球選手権大会でも優勝を果たし、第6回日米大学野球選手権大会日本代表となる。大学同期に三塁手の渡部一治、二塁手の山本文博、1年下に遊撃手の石毛宏典がいた。
大学卒業後は大倉工業に入社。1978年の社会人野球日本選手権に出場。2回戦（初戦）で先発し、北海道拓殖銀行の原田末記らと投げ合うが、延長14回サヨナラ負け。1980年の社会人野球日本選手権は、河合楽器との1回戦でリリーフとして好投するが、9回裏、小川淳司に大会史上初の逆転サヨナラ2点本塁打を喫する。